# 3DOのゲームタイトル一覧
3DOのゲームタイトル一覧（スリーディーオーのゲームタイトルいちらん）では、アメリカのThe 3DO Companyが提唱した32ビットマルチメディア端末の規格・3DO対応として全世界で発売されたゲームソフトを発売順に列記する。
| 目次 | • 発売されたタイトル• 非売品• 発売されなかったタイトル• 脚注• 参考文献 |

## 発売されたソフトの変遷
エレクトロニック・アーツ（以下：EA）の創業者のトリップ・ホーキンスはThe 3DO Companyを設立し、規格としての3DOを提唱した。
3DO社はあくまでも規格の提唱者にすぎず、松下電器産業や三洋電機、金星電子といった企業がハードを製造していた。また、ソフトメーカーとしてはホーキンスと縁があったEAが早い段階で3DOに参加しており、一部の作品は日本でも発売された。EA以外にもアクレイムといったサードパーティーが参入した。
1993年10月、松下電器産業はアメリカでインタラクティブ・マルチプレイヤーとして3DOに対応した機種を発売する。北米でローンチタイトルとして発売されたのが『クラッシュ・アン・バーン』のみで、ライターの水口真と箭本進一は雑誌「ゲームラボ」2017年 4月号に寄せた記事の中で、ソフト不足にあえいだこのハードの運命を象徴しているようだと語っている。その後、北米においては、700ドルというハード価格とラインナップ不足によって苦戦し、その後ハード価格を値下げしたものの、改善には至らなかった。また、『Plumbers Don't Wear Ties』や『DOOM』のように悪評がついてしまった例もあったほか、"B.I.O.S. Fear"のようにお蔵入りとなったものもあった。
日本において、3DO対応ハードとして松下電器産業から「3DO REAL」が1994年3月20日に発売され、それから半年後の1994年10月1日には三洋電機から「3DO TRY」がそれぞれ発売された。当時はマルチメディアが注目されていたことだけあって、各業界からの参入が相次ぎ、ゲーム以外にもデータベースソフト（例：『ゴルフ場マルチメディア新書 裾野カンツリー倶楽部編』）や、教育用ソフト(例：『ナオコとヒデ坊』シリーズ)が発売された。このほかにも『ポリスノーツ』や『スーパーストリートファイターII X』といった他ハードの移植版が人気をけん引した。
一方、3DOには明確なプラットフォームホルダーがいないがために表現規制が緩く、『THE 野球拳 SPECIAL』といった成人向け作品も続出した。また、『ウェイ・オブ・ザ・ウォリアー』のように生々しい暴力表現を含んだ作品や、『ウルフェンシュタイン3D』のように他機種版では削除された要素が復活した作品もあった。
ほどなくして、3DOは1994年の後半に登場したセガサターンやPlayStationに押されてしまう。ハード末期の1995年に発売された作品のうち、ゲームデザイナーの飯野賢治による『Dの食卓』(1995年4月)は、当時では珍しかった3DCGのムービーをふんだんに取り入れたことや映画的な演出が話題を呼び、マルチメディアグランプリ'95では通商産業大臣賞を受賞した。また、同じ年に発売された『ドラえもん 友情伝説ザ・ドラえもんズ』ではゲストキャラクターであるドラえもんズの人気が高まり、のちに彼らを題材とした映画やテレビスペシャルも展開された。他方、この年には3DOの後継規格・M2が松下電器産業に売られたものの後継機種は出ず、日本においては1996年6月28日に発売された『井出洋介名人の新実戦麻雀』を以てソフトの供給を終了した。『3DOマガジン』1996年5月/6月号によると、この時点での3DOユーザーが40万人いたとされているものの、新作が大幅に減少しており、お蔵入りとなった作品も続出していたという。
短命に終わった要因として、様々なことが挙げられている。セガの奥成洋輔は3DOが次世代機としてアピールすべき部分を読み違えたことが敗因だと分析しており、1993年までの次世代機は音楽や映像表現が期待されていた一方、1994年にはポリゴンによる3DCGが花形になったと語っている。ほかにもハード価格の高さや、不十分なソフトのラインナップ、さらにはゲームメーカーではない松下電器産業がプロモーションを担ったことも問題点として指摘されていた。また、『3DOマガジン』1996年5月/6月号ではユーザーが後悔するほど中身の薄い作品までもが世に送り出されたことも指摘しており、作り手が軽い気持ちで作ったと感じさせる例として『マカロニほうれん荘インタラクティブ』や『モンタナ・ジョーンズ』を挙げている。
一方、韓国では金星電子がライセンスを取得して「3DO ALIVE」を発売した。1996年の時点ですでに3DOは凋落しており、この年に韓国で発売されたソフトの1つである『The Eye of Typhoon』は存在感を示すことができなかった。
3DO用ソフトの中には、『Dの食卓』のように同世代の競合機へ移植されたものもあった。また、性描写を含んだ作品の一部は成人向けに相当する「X指定」を設けていたセガサターンにも供給された。時代が下ると、『Plumbers Don't Wear Ties: Definitive Edition』やKilling Time: Resurrected』のようにその当時の現行機種に移植されたり、『The Eye of Typhoon』のように復刻版として3DO用ソフトが発売される例もあった。

発売時の製品コードには複数ある。基本は2種類で『Dの食卓』など三洋電機から販売された製品にはIMP、『アローン・イン・ザ・ダーク』および『スーパーストリートファイターII X』などの松下電器産業から販売された製品にはFZで始まるコードが振られていた。例えば『Dの食卓』はIMP-SA0701、『アローン・イン・ザ・ダーク』『スーパーストリートファイターII X』はそれぞれFZ-SJ2951、FZ-SJ3851である。例外的に、3DO権利元だったエレクトロニック・アーツの「E3D」や、独自流通経路を持っていたポニーキャニオンの「PCRA」、エレクトロニック・アーツ・ビクターの「I3D」、セタの「S」などが存在する。
基本的には三洋か松下のどちらかのカタログに掲載されており、どちらかの流通経路でもって販売された。ただしEレーディングが掲載されるもので、AOや16レーディングは基本的に掲載されなかった。
また三洋の総合カタログには『Dの食卓』が掲載されていたが、松下のカタログには掲載されていなかったなど、製品コードによる取り扱い流通経路が2系統存在した。その為、三洋パートナーでは松下系の商品は取り寄せに時間がかかったり、ナショナル・パナソニックショップでは逆に三洋系の商品に時間がかかったりなど、一部商品の流通に支障を来したこともある。

## 発売されたタイトル
| 目次 | • 1994• 1995• 1996 |

本節の「発売されたタイトル一覧表」には合計で「309」のゲームタイトルを発売日・発売元とともに列記している。また「地域ごとの発売年一覧表」には1993年から1996年に発売されたゲームタイトル数を地域および年に分けて列記している。
| 地域 | 1993年 | 1994年 | 1995年 | 1996年 | 合計 |
| ---- | ------ | ------ | ------ | ------ | ---- |
| 日本 | N/A    | 89     | 108    | 17     | 214  |
| 北米 | 1      | 93     | 66     | 13     | 173  |
| PAL  | N/A    | 45     | 46     | 7      | 98   |

| 発売日         | 発売日         | 発売日         | タイトル                                                                                  | 発売元                                                                                          | 備考 | 脚注                 |
| 日本           | 北米           | PAL            | タイトル                                                                                  | 発売元                                                                                          | 備考 | 脚注                 |
| -------------- | -------------- | -------------- | ----------------------------------------------------------------------------------------- | ----------------------------------------------------------------------------------------------- | --- | -------------------- |
| 1994年3月20日  | 1994年3月15日  | 1994年         | ペブルビーチの波濤                                                                        | - T&Eソフト - Panasonic                                                                         | 日本におけるローンチタイトル | [ 3 ]                |
| 1994年3月20日  | 1994年3月20日  | 未発売         | ザ・ライフステージ                                                                        | - マイクロキャビン - Panasonic                                                                  | 日本におけるローンチタイトル。 自分の建てたい家を作り、その中を歩き回る作品 | [ 8 ]                |
| 1994年3月20日  | 1994年7月6日   | 1994年         | - ファイアボール - Real Pinball                                                           | - 日本データワークス - Panasonic                                                                | |                      |
| 1994年3月20日  | 未発売         | 未発売         | ウルトラマンパワード                                                                      | バンダイ                                                                                        | 日本におけるローンチタイトル 同名特撮番組を題材とした対戦アクション | [ 12 ] [ 3 ]         |
| 1994年3月20日  | 未発売         | 未発売         | チキチキマシン猛レース ケンケンとブラック魔王のイジワル大作戦                             | フューチャー・パイレーツ                                                                        | | [ 1 ]                |
| 1994年3月20日  | 未発売         | 未発売         | 山村美紗サスペンス〜京都鞍馬山荘殺人事件〜                                                | パック・イン・ビデオ                                                                            | |                      |
| 1994年3月26日  | 1993年10月4日  | 未発売         | クラッシュ・アン・バーン                                                                  | - バイス - Crystal Dynamics                                                                     | 北米版3DO REAL同梱タイトル | [ 3 ]                |
| 1994年3月26日  | 1994年1月8日   | 1994年         | トータルエクリプス                                                                        | - バイス - Crystal Dynamics                                                                     | |                      |
| 1994年3月26日  | 1994年1月      | 未発売         | ステラ7 ドラクソンの逆襲                                                                  | - T&Eソフト - Dynamix (NA)                                                                      | |                      |
| 1994年3月26日  | 1994年3月15日  | 1994年         | - バーチャルホラー 〜呪われた館〜 - Escape from Monster Manor                             | - エレクトロニック・アーツ・ビクター - Electronic Arts                                          | |                      |
| 1994年3月26日  | 1994年6月24日  | 1994年         | ドラゴンズレア                                                                            | - T&Eソフト - ReadySoft                                                                         | |                      |
| 1994年4月9日   | 1995年4月27日  | 1995年         | - 鉄人 - Iron Angel of the Apocalypse                                                     | シナジー幾何学                                                                                  | メーカーの公称はアクションロールプレイングムービーだが、ファーストパーソン・シューティングゲームであると指摘する声もある | [ 8 ]                |
| 1994年4月29日  | 未発売         | 未発売         | 寺沢武一の「武」                                                                          | ファンプロジェクト                                                                              | 漫画『武 TAKERU』のデジタルコミック | [ 9 ]                |
| 1994年4月29日  | 未発売         | 未発売         | ドクターハウザー                                                                          | リバーヒルソフト                                                                                | | [ 12 ]               |
| 1994年5月14日  | 未発売         | 未発売         | 娯楽の殿堂                                                                                | 博報堂                                                                                          | |                      |
| 1994年5月28日  | 1994年5月6日   | 1994年         | NFLマッデン・フットボール                                                                 | - エレクトロニック・アーツ・ビクター - EA Sports                                                | |                      |
| 1994年5月28日  | 未発売         | 未発売         | 黒き死の仮面                                                                              | ハミングバードソフト                                                                            | |                      |
| 1994年5月28日  | 未発売         | 未発売         | 時を超えた手紙                                                                            | シンキングラビット                                                                              | |                      |
| 1994年6月11日  | 1994年9月20日  | 1994年         | - パワーズキングダム - Guardian War                                                       | - マイクロキャビン - Panasonic                                                                  | |                      |
| 1994年6月11日  | 未発売         | 未発売         | ノンタンといっしょ 〜のはらであそぼ〜                                                     | ビクターエンタテインメント                                                                      | |                      |
| 1994年6月25日  | 1994年1月      | 1994年         | ナイト・トラップ                                                                          | ヴァージン・インタラクティブ・エンタテインメント                                                | | [ 22 ]               |
| 1994年6月25日  | 1994年3月6日   | 未発売         | - ファラオの封印 - Seal of the Pharaoh                                                    | - アスク講談社 - Panasonic (NA)                                                                 | | [ 22 ]               |
| 1994年6月25日  | 1994年9月12日  | 1994年         | バーニング・ソルジャー                                                                    | - パック・イン・ビデオ - Panasonic                                                              | | [ 23 ] [ 22 ]        |
| 1994年6月25日  | 未発売         | 未発売         | 麻雀悟空 天竺                                                                             | アスキー                                                                                        | | [ 22 ]               |
| 1994年7月9日   | 1994年3月14日  | 未発売         | マイクロコズム                                                                            | - T&Eソフト - Psygnosis (NA)                                                                    | |                      |
| 1994年7月9日   | 1994年5月15日  | 1994年         | スーパーウイングコマンダー                                                                | - エレクトロニック・アーツ・ビクター - Origin Systems (NA) - Electronic Arts (PAL)              | |                      |
| 1994年7月9日   | 未発売         | 未発売         | マスターズ 遥かなるオーガスタ3                                                            | T&Eソフト                                                                                       | |                      |
| 1994年7月20日  | 未発売         | 未発売         | 麻雀狂時代 〜AVギャル制服編〜                                                             | マイクロネット                                                                                  | | [ 20 ]               |
| 1994年7月23日  | 1994年3月8日   | 1994年4月      | ザ・ホード                                                                                | - バイス - Crystal Dynamics (NA) - BMG Interactive (PAL)                                        | |                      |
| 1994年7月23日  | 1994年5月7日   | 1994年         | パラランチョ The Incredible Machine                                                       | - T&Eソフト - Dynamix                                                                           | |                      |
| 1994年7月23日  | 未発売         | 未発売         | パペットテイル                                                                            | マイクロキャビン                                                                                | |                      |
| 1994年8月6日   | 1994年6月1日   | 未発売         | パットパット・ファンパック                                                                | - 丸紅 / メディアビジョン - Humongous Entertainment (NA)                                        | 車のパットパットを題材としたミニゲーム集 | [ 24 ]               |
| 1994年8月6日   | 1994年         | 未発売         | ファッティーベア ファンパック                                                             | - 丸紅 / メディアビジョン - Humongous Entertainment (NA)                                        | ファッティーベアを題材としたミニゲーム集 | [ 24 ]               |
| 1994年8月6日   | 1994年         | 未発売         | レミングス                                                                                | - エレクトロニック・アーツ・ビクター - Psygnosis (NA)                                           | | [ 24 ]               |
| 1994年8月6日   | 未発売         | 未発売         | 宇宙生物フロポン君                                                                        | - 三栄書房 - Panasonic                                                                          | | [ 1 ]                |
| 1994年8月6日   | 未発売         | 未発売         | 囲碁タイムトライアル・詰碁I                                                               | エマテック                                                                                      | | [ 24 ]               |
| 1994年8月6日   | 未発売         | 未発売         | マリンツアー                                                                              | オフィス・クリエイト                                                                            | 世界各地のダイビングスポットを収録したデータベース集 | [ 24 ]               |
| 1994年8月27日  | 1994年8月19日  | 1994年         | ロードラッシュ                                                                            | - エレクトロニック・アーツ・ビクター - Electronic Arts                                          | | [ 24 ]               |
| 1994年8月27日  | 未発売         | 未発売         | セクレ フーミンのおもちゃ箱                                                               | グラムス                                                                                        | 細川ふみえのCDジャケットを作るソフト | [ 12 ]               |
| 1994年9月2日   | 未発売         | 未発売         | グリム名作劇場1「ブレーメンの音楽隊」                                                     | イマ・カンパニー                                                                                | | [ 24 ]               |
| 1994年9月2日   | 未発売         | 未発売         | グリム名作劇場2「ヘンゼルとグレーテル」                                                   | イマ・カンパニー                                                                                | |                      |
| 1994年9月2日   | 未発売         | 未発売         | グリム名作劇場3「赤ずきん」                                                               | イマ・カンパニー                                                                                | |                      |
| 1994年9月2日   | 1994年9月6日   | 未発売         | - シャドー・ウォリアー - Shadow: War of Succession                                        | - T&Eソフト - Tribeca Digital Studios (NA)                                                      | 実写取り込みを用いた対戦格闘ゲーム | [ 24 ]               |
| 1994年9月16日  | 1994年6月27日  | 1994年         | ショックウェーブ                                                                          | - エレクトロニック・アーツ・ビクター - Electronic Arts                                          | | [ 25 ]               |
| 1994年9月16日  | 1994年9月16日  | 1994年         | バトルチェス                                                                              | インタープレイ                                                                                  | 同名PCゲームの移植版 | [ 25 ]               |
| 1994年9月16日  | 未発売         | 未発売         | ウイニングポスト                                                                          | 光栄                                                                                            | | [ 8 ]                |
| 1994年9月16日  | 未発売         | 未発売         | 信長の野望・覇王伝                                                                        | 光栄                                                                                            | | [ 25 ]               |
| 1994年10月7日  | 1994年5月      | 1994年         | メガレース                                                                                | - マルチソフト - Mindscape                                                                      | 『3DOマガジン』1994年11月号にて、9月2日から10月7日に変更されたことが記されている | [ 26 ] [ 25 ]        |
| 1994年10月7日  | 1994年12月15日 | 未発売         | ノバストーム                                                                              | - T&Eソフト - Psygnosis (NA)                                                                    | | [ 26 ]               |
| 1994年10月7日  | 未発売         | 未発売         | VIRTUAL PUPPET REIKA                                                                      | H・A・N・D お楽しみ研究所                                                                       | | [ 26 ]               |
| 1994年10月21日 | 1994年2月15日  | 1994年         | - アウターワールド - Another World                                                        | - エレクトロニック・アーツ・ビクター - Interplay Productions                                    | | [ 27 ]               |
| 1994年10月21日 | 1994年8月3日   | 1994年         | アローン・イン・ザ・ダーク                                                                | ポニーキャニオン                                                                                | | [ 12 ] [ 注釈 1 ]    |
| 1994年10月21日 | 未発売         | 未発売         | 柿木将棋                                                                                  | アスキー                                                                                        | | [ 27 ]               |
| 1994年10月21日 | 未発売         | 未発売         | 競馬最勝の法則                                                                            | コビアシステム                                                                                  | | [ 27 ]               |
| 1994年10月21日 | 未発売         | 未発売         | マーフィーだよ全員集合!!                                                                  | バンダイ電脳工場                                                                                | | [ 27 ]               |
| 1994年10月28日 | 1994年10月20日 | 1994年         | ワイアラエの奇蹟                                                                          | - T&Eソフト - Panasonic(NA)                                                                     | | [ 27 ]               |
| 1994年11月3日  | 1994年11月3日  | 1994年         | パタンク                                                                                  | - BMGビクター - PF Magic                                                                        | | [ 注釈 2 ]           |
| 1994年11月3日  | 未発売         | 未発売         | Jリーグ バーチャルスタジアム                                                              | エレクトロニック・アーツ・ビクター                                                              | | [ 27 ]               |
| 1994年11月3日  | 未発売         | 未発売         | 平田昭吾インタラクティブ絵本「イソップ物語1」                                             | エルコム                                                                                        | | [ 27 ]               |
| 1994年11月3日  | 未発売         | 未発売         | 平田昭吾インタラクティブ絵本「しらゆきひめ」                                              | エルコム                                                                                        | | [ 27 ]               |
| 1994年11月11日 | 未発売         | 未発売         | THE野球拳スペシャル                                                                       | ソシエッタ代官山                                                                                | | -                    |
| 1994年11月13日 | 1994年11月7日  | 1994年11月23日 | - スーパーストリートファイターIIX - Super Street Fighter II Turbo                         | - カプコン - Panasonic                                                                          | | [ 12 ]               |
| 1994年11月18日 | 1994年7月13日  | 1994年         | グリッダーズ                                                                              | The 3DO Company                                                                                 | | [ 注釈 3 ]           |
| 1994年11月18日 | 1994年1月1日   | 未発売         | - トム・カイトのこれがゴルフだ! - ESPN Golf: Lower Your Score with Tom Kite - Shot Making | - バイス - IntelliPlay                                                                          | | [ 27 ]               |
| 1994年11月25日 | 未発売         | 未発売         | 西村京太郎トラベルミステリー「悪逆の季節」                                                | パック・イン・ビデオ                                                                            | | [ 27 ]               |
| 1994年11月25日 | 未発売         | 未発売         | バトルピンボール                                                                          | 日本データワークス                                                                              | | [ 27 ]               |
| 1994年12月2日  | 1994年5月10日  | 1994年         | ジュラシック・パーク・インタラクティブ                                                    | UIS                                                                                             | | [ 27 ]               |
| 1994年12月2日  | 1994年         | 未発売         | - パットパットとパレードに行こう! - Putt-Putt Joins the Parade                            | - 丸紅 / メディアビジョン - Humongous Entertainment                                             | 車のパットパットを主人公にした物語 | [ 9 ]                |
| 1994年12月2日  | 1995年7月6日   | 未発売         | シュトラール                                                                              | - メディアエンターテイメント - Panasonic                                                        | | [ 27 ]               |
| 1994年12月2日  | 未発売         | 未発売         | 平田昭吾インタラクティブ絵本「三匹のこぶた」                                              | エルコム                                                                                        | | [ 27 ]               |
| 1994年12月2日  | 未発売         | 未発売         | 平田昭吾インタラクティブ絵本「にんぎょひめ」                                              | エルコム                                                                                        | | [ 27 ]               |
| 1994年12月9日  | 1994年9月15日  | 1994年         | グレートサッカーキッド                                                                    | The 3DO Company                                                                                 | |                      |
| 1994年12月9日  | 1994年11月23日 | 1995年         | デモリションマン                                                                          | ヴァージン・インタラクティブ・エンタテインメント                                                | 同名映画のゲーム化で、『3DOマガジン』1994年11月号掲載時点では、1994年10月上旬に北米で発売予定だった | [ 31 ]               |
| 1994年12月9日  | 1994年12月13日 | 1994年12月2日  | ロード&トラックプレゼンツ オーバードライビン                                              | - エレクトロニック・アーツ・ビクター - Electronic Arts                                          | |                      |
| 1994年12月9日  | 未発売         | 未発売         | 九星占術による平成開運暦                                                                  | アリ・アドネ                                                                                    | |                      |
| 1994年12月9日  | 未発売         | 未発売         | 卒業FINAL                                                                                 | エレクトロニック・アーツ・ビクター                                                              | |                      |
| 1994年12月9日  | 未発売         | 未発売         | プリンセスメーカー2                                                                       | マイクロキャビン                                                                                | | [ 32 ]               |
| 1994年12月16日 | 1994年11月23日 | 1994年         | オフ・ワールド・インターセプター                                                          | - BMGビクター - Crystal Dynamics                                                                | 『3DOマガジン』1994年11月号掲載時点では、1994年11月25日発売予定だった | [ 27 ]               |
| 1994年12月16日 | 1994年12月15日 | 1994年         | スターブレード                                                                            | - ナムコ - Panasonic                                                                            | |                      |
| 1994年12月16日 | 1995年1月17日  | 未発売         | 上海 万里の長城                                                                           | - エレクトロニック・アーツ・ビクター - Activision                                               | |                      |
| 1994年12月16日 | 未発売         | 未発売         | インセクターウォー                                                                        | リバーヒルソフト                                                                                | |                      |
| 1994年12月16日 | 未発売         | 未発売         | お姉さんといっしょ!じゃんけんパラダイス                                                   | インタラス                                                                                      | 野球拳を題材とした作品 | [ 30 ]               |
| 1994年12月16日 | 未発売         | 未発売         | 突撃機関!メガダす!!                                                                       | ワープ                                                                                          | | [ 1 ]                |
| 1994年12月16日 | 未発売         | 未発売         | 眠れぬ夜の小さなお話                                                                      | アミューズ                                                                                      | 同名Macintosh用ソフトの移植版 | [ 33 ]               |
| 1994年12月16日 | 未発売         | 未発売         | ベルゼリオン                                                                              | ヒューマン                                                                                      | |                      |
| 1994年12月23日 | 1994年4月15日  | 1994年         | 痛快ゲームショー ツイステッド                                                             | - エレクトロニック・アーツ・ビクター - Electronic Arts                                          | 多人数専用クイズゲーム | [ 1 ]                |
| 1994年12月23日 | 未発売         | 未発売         | 幽☆遊☆白書                                                                                | トミー                                                                                          | |                      |
| 1994年12月23日 | 未発売         | 未発売         | PENTHOUSE INTERACTIVE VIRTUAL PHOT SHOOT Vol.1                                            | ぶんか社 / ギャガ / アポロン                                                                    | 3人のペントハウス・ペットを撮影する内容のゲーム | [ 30 ]               |
| 1994年12月23日 | 未発売         | 未発売         | ボディコンディジタルレイブ Part1                                                          | トランスペガサスリミテッド                                                                      | ボディコンを着てディスコで踊る女性を収録した動画集 | [ 30 ]               |
| 未発売         | 1994年1月      | 未発売         | Mad Dog McCree                                                                            | American Laser Games                                                                            | |                      |
| 未発売         | 1994年5月6日   | 未発売         | Family Feud                                                                               | GameTek                                                                                         | |                      |
| 未発売         | 1994年6月1日   | 1994年         | The Lost Files of Sherlock Holmes                                                         | Electronic Arts                                                                                 | |                      |
| 未発売         | 1994年6月21日  | 未発売         | Who Shot Johnny Rock?                                                                     | American Laser Games                                                                            | |                      |
| 未発売         | 1994年9月1日   | 未発売         | Mad Dog II: The Lost Gold                                                                 | American Laser Games                                                                            | |                      |
| 未発売         | 1994年9月30日  | 未発売         | Plumbers Don't Wear Ties                                                                  | Kirin Entertainment                                                                             | 日本では2024年3月4日にXbox Series X/S用タイトル『Plumbers Don't Wear Ties: Definitive Edition』としてLimited Run Gamesから発売。 | -                    |
| 未発売         | 1994年10月6日  | 1994年         | Space Shuttle                                                                             | The Software Toolworks                                                                          | |                      |
| 未発売         | 1994年10月13日 | 1995年         | VR Stalker                                                                                | American Laser Games                                                                            | アメリカを襲う謎の敵とレジスタンスの戦いを描いた3Dシューティングで、『3DOマガジン』1994年11月号掲載時点では、1994年11月上旬に北米で発売予定だった | [ 31 ]               |
| 未発売         | 1994年11月1日  | 未発売         | Jammit                                                                                    | GTE Entertainment                                                                               | |                      |
| 未発売         | 1994年11月15日 | 未発売         | Crime Patrol                                                                              | American Laser Games                                                                            | |                      |
| 未発売         | 1994年11月15日 | 1994年         | World Cup Golf: Hyatt Dorado Beach                                                        | U.S. Gold                                                                                       | |                      |
| 未発売         | 1994年11月16日 | 1994年         | FIFA International Soccer                                                                 | EA Sports                                                                                       | | [ 注釈 4 ]           |
| 未発売         | 1994年12月     | 1994年         | Hell: A Cyberpunk Thriller                                                                | GameTek                                                                                         | 日本では『HELL』としてギャガ・コミュニケーションズから発売される予定だった 『3DOマガジン』1996年3月/4月号掲載時点の発売時期は未定だった一方、同誌ではゲーム内の日本語文がしっかりできていたと記されている                                                  | [ 37 ]               |
| 未発売         | 1994年12月6日  | 1994年         | Club 3DO: Station Invasion                                                                | The 3DO Company                                                                                 | |                      |
| 未発売         | 1994年12月6日  | 未発売         | NeuroDancer: Journey Into the Neuronet!                                                   | PIXIS Interactive                                                                               | |                      |
| 未発売         | 1994年12月31日 | 未発売         | DinoPark Tycoon                                                                           | MECC                                                                                            | |                      |
| 未発売         | 1994年         | 1994年         | 3D Atlas                                                                                  | Electronic Arts                                                                                 | |                      |
| 未発売         | 1994年         | 1994年         | Blonde Justice                                                                            | Vivid Interactive                                                                               | オタクの男性の妄想を描いたアドベンチャーゲーム | [ 38 ]               |
| 未発売         | 1994年         | 1994年         | Cannon Fodder                                                                             | Virgin Interactive                                                                              | |                      |
| 未発売         | 1994年         | 1994年         | Immortal Desire                                                                           | Vivid Interactive                                                                               | | [ 38 ]               |
| 未発売         | 1994年         | 1994年         | Mind Teazzer                                                                              | Vivid Interactive                                                                               | ジグソーパズルゲーム | [ 39 ]               |
| 未発売         | 1994年         | 1994年         | Sewer Shark                                                                               | Hasbro (NA) Virgin Interactive (PAL)                                                            | | [ 40 ]               |
| 未発売         | 1994年         | 1994年         | SuperModels Go Wild                                                                       | Vivid Interactive                                                                               | | [ 38 ]               |
| 未発売         | 1994年         | 未発売         | 20th Century Video Almanac                                                                | The Software Toolworks                                                                          | | [ 41 ]               |
| 未発売         | 1994年         | 未発売         | Drug Wars                                                                                 | American Laser Games                                                                            | |                      |
| 未発売         | 1994年         | 未発売         | ESPN Baseball: Interactive Hitting                                                        | IntelliPlay                                                                                     | |                      |
| 未発売         | 1994年         | 未発売         | ESPN Golf: Lower Your Score with Tom Kite - Mental Messages                               | IntelliPlay                                                                                     | |                      |
| 未発売         | 1994年         | 未発売         | ESPN Let's Go Skiing                                                                      | IntelliPlay                                                                                     | |                      |
| 未発売         | 1994年         | 未発売         | ESPN Let's Play Beach Volleyball                                                          | IntelliPlay                                                                                     | |                      |
| 未発売         | 1994年         | 未発売         | ESPN Let's Play Soccer                                                                    | IntelliPlay                                                                                     | |                      |
| 未発売         | 1994年         | 未発売         | ESPN Let's Play Tennis                                                                    | IntelliPlay                                                                                     | |                      |
| 未発売         | 1994年         | 未発売         | ESPN Step Aerobics                                                                        | IntelliPlay                                                                                     | |                      |
| 未発売         | 1994年         | 未発売         | Mathemagics                                                                               | The 3DO Company                                                                                 | |                      |
| 未発売         | 1994年         | 未発売         | Putt-Putt Goes to the Moon                                                                | Humongous Entertainment                                                                         | |                      |
| 未発売         | 1994年         | 未発売         | San Diego Zoo Presents: The Animals!                                                      | The Software Toolworks                                                                          | |                      |
| 未発売         | 1994年         | 未発売         | Shelley Duvall's It's a Bird's Life                                                       | Sanctuary Woods                                                                                 | |                      |
| 未発売         | 1994年         | 未発売         | Sid Meier's C.P.U. Bach                                                                   | MicroProse                                                                                      | |                      |
| 未発売         | 1994年         | 未発売         | Slopestyle                                                                                | L3 Interactive                                                                                  | |                      |
| 未発売         | 1994年         | 未発売         | The Coven                                                                                 | Vivid Interactive                                                                               | | [ 38 ]               |
| 未発売         | 1994年         | 未発売         | ToonTime ...in the classroom                                                              | Videoact V LC                                                                                   | |                      |
| 未発売         | 1994年         | 未発売         | Woody Woodpecker And Friends Volume One                                                   | MCA Universal                                                                                   | |                      |
| 未発売         | 1994年         | 未発売         | Woody Woodpecker And Friends Volume Two                                                   | MCA Universal                                                                                   | |                      |
| 未発売         | 1994年         | 未発売         | Woody Woodpecker And Friends Volume Three                                                 | MCA Universal                                                                                   | |                      |
| 未発売         | 1994年12月31日 | 未発売         | Dennis Miller: That's News to Me                                                          | Sanctuary Woods                                                                                 | |                      |
| 1995年1月12日  | 未発売         | 未発売         | アイドル雀士スーチーパイ Special                                                          | ジャレコ                                                                                        | | -                    |
| 1995年1月13日  | 未発売         | 未発売         | タロット占い                                                                              | アリ・アドネ                                                                                    | |                      |
| 1995年1月13日  | 未発売         | 未発売         | ピーター・フランクル「パズルの塔」                                                        | TBS HAMLET 博報堂                                                                               | |                      |
| 1995年1月13日  | 未発売         | 未発売         | 平田昭吾インタラクティブ絵本「おおかみと七ひきのこやぎ」                                  | エルコム                                                                                        | |                      |
| 1995年1月13日  | 未発売         | 未発売         | 平田昭吾インタラクティブ絵本「シンデレラ」                                                | エルコム                                                                                        | |                      |
| 1995年1月13日  | 未発売         | 未発売         | マカロニほうれん荘インタラクティブ                                                        | 東芝EMI                                                                                         | | [ 1 ]                |
| 1995年1月20日  | 1994年9月8日   | 1995年         | - AD&D ロストダンジョン - Advanced Dungeons & Dragons: Slayer                             | - T&Eソフト - Strategic Simulations, Inc. (NA) - Mindscape (PAL)                                | |                      |
| 1995年1月20日  | 未発売         | 未発売         | モンタナ・ジョーンズ                                                                      | フューチャー・パイレーツ                                                                        | | [ 1 ]                |
| 1995年1月27日  | 未発売         | 未発売         | 石田芳夫九段の囲碁制覇                                                                    | エレクトロニック・アーツ・ビクター                                                              | |                      |
| 1995年1月28日  | 未発売         | 未発売         | スーパーモデル ゲイル・マッケンナ                                                         | ディジタルプロダクション                                                                        | モデルのゲイル・マッケンナのラストヌードやインタビューを収録した作品 | [ 30 ]               |
| 1995年2月10日  | 1994年11月23日 | 1995年         | サムライショーダウン                                                                      | - BMGビクター - Crystal Dynamics (NA)                                                           | 『サムライスピリッツ』の日本国外版のローカライズ | [ 12 ]               |
| 1995年2月17日  | 1994年12月1日  | 1994年         | スター・ウォーズ レベル・アサルト                                                         | - エレクトロニック・アーツ・ビクター - LucasArts (NA) - Electronic Arts (PAL)                   | | [ 42 ]               |
| 1995年2月17日  | 1994年         | 未発売         | - ファッティーベアのびっくり誕生日! - Fatty Bear's Birthday Surprise                      | - 丸紅 / メディアビジョン - Humongous Entertainment                                             | ファッティーベアシリーズ第3弾 | [ 42 ]               |
| 1995年2月17日  | 1995年3月24日  | 1995年         | フラッシュバック                                                                          | エレクトロニック・アーツ・ビクター                                                              | | [ 42 ]               |
| 1995年2月17日  | 1995年3月28日  | 未発売         | ファン・ゲーム ソフトのおもちゃばこ                                                       | ヴァージン・インタラクティブ・エンタテインメント                                                | 子ども向け知育ソフト | [ 42 ]               |
| 1995年2月17日  | 未発売         | 未発売         | バーチャルカメラマン Part1 沢田奈緒美&樹里あんな                                          | ナグザット                                                                                      | | [ 30 ]               |
| 1995年2月17日  | 未発売         | 未発売         | 姓名判断                                                                                  | アリ・アドネ                                                                                    | | [ 42 ]               |
| 1995年2月24日  | 未発売         | 未発売         | ドラゴン・タイクーン・エッジ                                                              | サラインターナショナル                                                                          | 宇宙精霊アルムが倒した敵に乗り移るRPG | [ 42 ]               |
| 1995年3月10日  | 未発売         | 未発売         | クレヨンしんちゃん パズル大魔王の謎                                                       | バンダイ                                                                                        | | [ 42 ]               |
| 1995年3月10日  | 未発売         | 未発売         | スーパーリアル麻雀PIV+相性診断                                                            | セタ                                                                                            | | [ 20 ]               |
| 1995年3月10日  | 未発売         | 未発売         | ナオコとヒデ坊 漢字の天才1                                                                | 学漫                                                                                            | | [ 9 ]                |
| 1995年3月10日  | 未発売         | 未発売         | ナオコとヒデ坊 算数の天才1                                                                | 学漫                                                                                            | | [ 9 ]                |
| 1995年3月10日  | 未発売         | 未発売         | ナオコとヒデ坊 算数の天才2                                                                | 学漫                                                                                            | | [ 9 ]                |
| 1995年3月17日  | 1994年3月1日   | 未発売         | セサミストリートナンバーズ                                                                | - エレクトロニック・アーツ・ビクター - EA Kids (NA)                                             | | [ 43 ]               |
| 1995年3月17日  | 未発売         | 未発売         | トゥインクル☆ナイツ                                                                       | インタラス                                                                                      | | [ 20 ]               |
| 1995年3月17日  | 未発売         | 未発売         | 美少女戦士セーラームーンS                                                                 | バンダイ                                                                                        | | [ 43 ]               |
| 1995年3月24日  | 1994年9月26日  | 1994年         | スターコントロールII                                                                      | - BMGビクター - Crystal Dynamics (NA)                                                           | | [ 43 ]               |
| 1995年3月24日  | 未発売         | 未発売         | バーチャルカメラマン Part2 かわいなつみ&立原貴美                                          | ナグザット                                                                                      | | [ 30 ]               |
| 1995年3月24日  | 未発売         | 未発売         | 爆笑!!オール吉本クイズ王決定戦                                                            | 吉本興業                                                                                        | | [ 43 ]               |
| 1995年3月24日  | 未発売         | 未発売         | 三國志IV                                                                                  | 光栄                                                                                            | | [ 43 ]               |
| 1995年4月1日   | 1995年10月15日 | 1995年         | - Dの食卓 - D                                                                             | - 三栄書房 - Panasonic                                                                          | | [ 1 ]                |
| 1995年4月7日   | 未発売         | 未発売         | ドラえもん 友情伝説ザ・ドラえもんズ                                                       | 小学館                                                                                          | |                      |
| 1995年4月14日  | 1995年3月17日  | 1995年         | MYST                                                                                      | - マイクロキャビン - Panasonic                                                                  | | [ 44 ]               |
| 1995年4月14日  | 1995年3月28日  | 未発売         | - デビルズコース - Wicked 18                                                              | - T&Eソフト - Panasonic                                                                         | | [ 44 ]               |
| 1995年4月14日  | 未発売         | 未発売         | エミットVol.1 〜時の迷子〜                                                                | 光栄                                                                                            | | [ 44 ]               |
| 1995年4月14日  | 未発売         | 未発売         | パドックノート‘95                                                                         | フジテレビ                                                                                      | 競馬シミュレーターおよびデーベースソフトであり、当初は1995年3月17日に発売が予定されていたが、バージョンアップのため4月14日に延期した | [ 45 ]               |
| 1995年4月21日  | 未発売         | 未発売         | 紺碧の艦隊                                                                                | 徳間書店                                                                                        | | [ 44 ]               |
| 1995年4月21日  | 未発売         | 未発売         | ライフシミュレーション ぼのぐらし                                                         | アミューズ / バンダイビジュアル                                                                 | 同名Macintosh用ソフトの移植版 漫画『ぼのぼの』のゲーム化であると同時に、人付き合いを学ぶ教育ソフトとしての側面もあった 『3DOマガジン』1994年11月号掲載時点では、1995年1月発売予定だった                                                                    | [ 44 ] [ 46 ] [ 33 ] |
| 1995年4月21日  | 未発売         | 未発売         | ポリスノーツ パイロットディスク                                                           | コナミ                                                                                          | 体験版および関係者インタビューを収録 | -                    |
| 1995年4月28日  | 未発売         | 未発売         | バーチャルカメラマン Part3 杉本ゆみか                                                     | ナグザット                                                                                      | | [ 30 ]               |
| 1995年4月28日  | 未発売         | 未発売         | ワールドカップ スーパースタジアム                                                         | ギャガ・コミュニケーションズ / テレビ東京                                                       | | [ 44 ]               |
| 1995年5月19日  | 1994年12月6日  | 1995年         | ショックウェーブ:オペレーション・ジャンプゲート                                           | - エレクトロニック・アーツ・ビクター - Electronic Arts                                          | 海外版はプレイにあたり前作のセーブデータが必要(日本語版は不要) |                      |
| 1995年5月19日  | 未発売         | 1995年5月19日  | - ワールドカップスペシャル - Striker: World Cup Special                                   | - SPT - Panasonic                                                                               | |                      |
| 1995年5月19日  | 未発売         | 未発売         | 電脳漂流 〜Multimedia Crusing〜                                                           | HAMLET                                                                                          | | [ 44 ]               |
| 1995年5月19日  | 未発売         | 未発売         | NICE BODYオールスター水泳大会 OFFICIAL CD-ROM                                             | フジテレビ                                                                                      | テレビ番組『オールスター水泳大会』を収録した映像集 | [ 8 ]                |
| 1995年5月19日  | 未発売         | 未発売         | ノンタンといっしょ ほしのおくりもの                                                       | ビクターエンタテインメント                                                                      | | [ 44 ]               |
| 1995年5月26日  | 1994年8月30日  | 1994年         | ウェイ・オブ・ザ・ウォリアー                                                              | UIS                                                                                             | | [ 1 ]                |
| 1995年5月26日  | 未発売         | 未発売         | 小倉百人一首                                                                              | パンソフト                                                                                      | | [ 44 ]               |
| 1995年6月2日   | 未発売         | 未発売         | バーチャルカメラマン Part4 藤谷しおり                                                     | ナグザット                                                                                      | | [ 30 ]               |
| 1995年6月9日   | 未発売         | 未発売         | ゲームの達人                                                                              | サンソフト                                                                                      | 将棋、麻雀、連珠、プレイスを収録したボードゲーム集 | [ 48 ]               |
| 1995年6月9日   | 未発売         | 未発売         | 山田かまち美術館                                                                          | テレビ朝日                                                                                      | 芸術家・山田かまちの作品を収録したバーチャル美術館 | [ 9 ]                |
| 1995年6月16日  | 未発売         | 未発売         | けろけろけろっぴとおりがみのたびびと                                                      | MIZUKI                                                                                          | 折り紙を題材とした教育用ソフト | [ 9 ]                |
| 1995年6月16日  | 未発売         | 未発売         | ハローキティあそびのおもちゃばこ                                                          | MIZUKI                                                                                          | | [ 48 ]               |
| 1995年6月30日  | 1995年5月23日  | 1995年         | スラムジャム'95 3Dバスケットボール                                                        | - BMGビクター - Crystal Dynamics                                                                | | [ 48 ]               |
| 1995年6月30日  | 未発売         | 未発売         | バーチャルカメラマン Part5 安藤有里                                                       | ナグザット                                                                                      | | [ 30 ]               |
| 1995年7月14日  | 1994年11月16日 | 1994年         | GEX                                                                                       | - BMGビクター - Crystal Dynamics                                                                | | [ 48 ]               |
| 1995年7月14日  | 1995年1月11日  | 1995年12月22日 | リターンファイアー                                                                        | - スタジオ3DO - Prolific Publishing                                                             | | [ 48 ]               |
| 1995年7月14日  | 未発売         | 未発売         | エミットVol.2 〜命がけの旅〜                                                              | 光栄                                                                                            | | [ 48 ]               |
| 1995年7月14日  | 未発売         | 未発売         | おやじハンターマージャン                                                                  | ワープ                                                                                          | | [ 1 ]                |
| 1995年7月21日  | 1995年1月15日  | 1995年         | テーマパーク                                                                              | エレクトロニック・アーツ・ビクター                                                              | | [ 49 ]               |
| 1995年7月21日  | 1995年         | 未発売         | オーシャンズビロウ                                                                        | マルチソフト                                                                                    | ダイビングスポットのデータベース集 | [ 49 ]               |
| 1995年7月21日  | 未発売         | 未発売         | 実機パチスロシミュレーターVol.1                                                           | エレクトロニック・アーツ・ビクター                                                              | ムサシ2ほか6機種を収録した実機シミュレータ | [ 49 ]               |
| 1995年8月3日   | 未発売         | 未発売         | ゴルフ場マルチメディア新書 裾野カンツリー倶楽部編                                         | ジィスクライフサポート                                                                          | 実在のゴルフ場を題材としたデータベース | -                    |
| 1995年8月7日   | 未発売         | 未発売         | 対決! るみーず                                                                            | 三洋電機                                                                                        | 水を流して相手をマンホールに落とす対戦アクションゲーム 『3DOマガジン』1995年5月/6月号掲載時点では1995年7月に発売予定だった。 | [ 51 ] [ 52 ]        |
| 1995年8月11日  | 1995年11月15日 | 1995年         | スクランブルコブラ                                                                        | - パック・イン・ビデオ - Panasonic                                                              | ヘリコプター・AH-1 コブラを題材としたフライトシューティングゲームであり、自衛隊機の映像も用いられていた 『3DOマガジン』1995年5月/6月号掲載時点では1995年6月に日本で発売される予定だった                                                                    | [ 53 ]               |
| 1995年8月11日  | 未発売         | 未発売         | 囲碁タイムトライアル 死活大百科                                                           | エマテック                                                                                      | 『囲碁タイムトライアル』シリーズ第2弾 | [ 54 ]               |
| 1995年8月11日  | 未発売         | 未発売         | 学校の怖いうわさ 花子さんが来た!!                                                         | アミューズ                                                                                      | 同名テレビアニメのゲーム化 | [ 55 ]               |
| 1995年8月11日  | 未発売         | 未発売         | チキチキマシン猛レース2 〜In Space〜                                                      | フューチャーパイレーツ                                                                          | | [ 1 ]                |
| 1995年8月11日  | 未発売         | 未発売         | ピラミッドイントゥルーダ                                                                  | タイトー                                                                                        | 北米での発売も予定されていたが、『3DOマガジン』1996年1月/2月号にて発売中止である旨が記された | [ 56 ] [ 57 ]        |
| 1995年8月25日  | 1994年11月1日  | 未発売         | サプリーム・ウォリアー                                                                    | - アクレイムジャパン - Acclaim Distribution                                                     | | [ 58 ]               |
| 1995年8月25日  | 1995年3月1日   | 未発売         | コープス・キラー                                                                          | - アクレイムジャパン - Acclaim Distribution                                                     | | [ 1 ]                |
| 1995年9月1日   | 1995年7月6日   | 1995年         | バーチャルソー                                                                            | - イマジニア - Data East (NA) - Elite Systems (PAL)                                             | | [ 1 ]                |
| 1995年9月8日   | 1995年10月31日 | 1995年         | アローン・イン・ザ・ダーク2                                                               | - エレクトロニック・アーツ・ビクター - Interplay Productions (NA) - Infogrames Multimedia (PAL) | |                      |
| 1995年9月14日  | 1995年3月17日  | 1995年         | カランティーン                                                                            | - イマジニア - GameTek                                                                          | 未来の犯罪都市のタクシードライバーを主役としたゲームで、シューティングゲームとドライビングゲームの要素がある | [ 59 ]               |
| 1995年9月14日  | 1995年9月13日  | 1995年         | ボールズ ディレクターズカット                                                             | - BMGビクター - Panasonic                                                                       | |                      |
| 1995年9月14日  | 1996年4月15日  | 未発売         | - ソード&ソーサリー - Lucienne's Quest                                                    | - マイクロキャビン - Panasonic                                                                  | | [ 60 ]               |
| 1995年9月14日  | 未発売         | 未発売         | AI将棋                                                                                    | タイトー                                                                                        | |                      |
| 1995年9月14日  | 未発売         | 未発売         | エミットVol.3 〜私にさよならを〜                                                          | 光栄                                                                                            | | [ 61 ]               |
| 1995年9月14日  | 未発売         | 未発売         | フロポンワールド(仮称)                                                                    | ワープ                                                                                          | 元々個別タイトルとして発売が予定されていた『宇宙生物フロポン君2』『スペースフロポン』、雑誌「3DOマガジン」の体験版に収録されていた『宇宙生物フロポン君3/2』、完全新作『なゾポンくん』をカップリング収録したオムニバス作品                                  | [ 1 ]                |
| 1995年9月22日  | 1995年3月16日  | 1995年         | - パーフェクトワールド - Immercenary                                                      | - エレクトロニック・アーツ・ビクター - Electronic Arts                                          | |                      |
| 1995年9月22日  | 1995年9月22日  | 未発売         | - Tetsujin RETURNS - Iron Angel of the Apocalypse: The Return                             | シナジー幾何学                                                                                  | 『鉄人』の続編 | [ 62 ]               |
| 1995年9月29日  | 未発売         | 未発売         | ポリスノーツ                                                                              | コナミ                                                                                          | マウスセットあり | -                    |
| 1995年10月13日 | 未発売         | 未発売         | Aqua World 海美物語                                                                       | MIZUKI                                                                                          | | [ 63 ]               |
| 1995年10月13日 | 未発売         | 未発売         | ゴールFH                                                                                  | カロッツェリアジャパン                                                                          | 同名テレビアニメのゲーム化 | [ 64 ]               |
| 1995年10月18日 | 未発売         | 未発売         | 麻雀狂時代 コギャル放課後編                                                               | マイクロネット                                                                                  | | [ 20 ]               |
| 1995年10月20日 | 1995年6月9日   | 1995年         | シンジケート                                                                              | - エレクトロニック・アーツ・ビクター - Electronic Arts                                          | | [ 65 ]               |
| 1995年10月20日 | 1995年10月2日  | 1995年         | ブレードフォース                                                                          | スタジオ3DO                                                                                     | | [ 65 ]               |
| 1995年10月20日 | 未発売         | 未発売         | ペペロン村の四季                                                                          | 丸紅 / メディアビジョン                                                                         | 安野光雅が作画・監修したアドベンチャーゲームで、『3DOマガジン』1995年9月/10月号掲載時点では1995年9月22日発売予定だった | [ 64 ] [ 注釈 5 ]    |
| 1995年10月20日 | 未発売         | 未発売         | 未来少年コナン DIGITAL LIBRARY                                                            | バンダイビジュアル                                                                              | テレビアニメ『未来少年コナン』のデータベース集 | [ 9 ]                |
| 1995年10月25日 | 未発売         | 未発売         | マルチメディア新書・ドライビングスクール 普通免許科編                                     | ジィスクライフサポート                                                                          | 自動車免許の講習内容を収録した学習用ソフト | [ 50 ] [ 66 ]        |
| 1995年10月27日 | 未発売         | 未発売         | Jリーグ バーチャルスタジアム‘95                                                           | エレクトロニック・アーツ・ビクター                                                              | | [ 65 ]               |
| 1995年10月27日 | 未発売         | 未発売         | 「占都物語」その1                                                                         | アリ・アドネ                                                                                    | | [ 65 ]               |
| 1995年10月28日 | 未発売         | 未発売         | F1GP                                                                                      | ポニーキャニオン                                                                                | | [ 67 ]               |
| 1995年11月10日 | 1995年9月30日  | 1995年         | - デイドラス〜エピソード1：難破船のエイリアン〜 - The Daedalus Encounter                  | - ハットネット - Panasonic                                                                      | 『3DOマガジン』1995年5月/6月号掲載時点では1995年5月26日に日本で発売される予定だった | [ 44 ]               |
| 1995年11月22日 | 1995年12月15日 | 未発売         | - パズルボブル - Bust-a-Move                                                              | - マイクロキャビン - Panasonic                                                                  | 同名アーケードゲームの移植版 | [ 68 ]               |
| 1995年11月22日 | 未発売         | 未発売         | お姉さんといっしょ!着せ替えパラダイス                                                     | BBS                                                                                             | | [ 30 ]               |
| 1995年11月22日 | 未発売         | 未発売         | 卒業II 〜Neo Generation〜 SPECIAL                                                         | SharRock                                                                                        | | [ 65 ]               |
| 1995年11月22日 | 未発売         | 未発売         | ブルー・シカゴ・ブルース                                                                  | リバーヒルソフト                                                                                | | [ 65 ]               |
| 1995年12月1日  | 1995年9月13日  | 1995年         | - ブラッドエンジェルス - Space Hulk: Vengeance of the Blood Angels                        | - エレクトロニック・アーツ・ビクター - Electronic Arts                                          | テーブルゲーム『ウォーハンマー40,000』の勢力「ブラッドエンジェル」を主役としたボードゲーム「Space Hulk」をビデオゲームとしてアレンジした作品 『3DOマガジン』1995年9月/10月号掲載時点では1995年10月発売予定だった                                           | [ 69 ]               |
| 1995年12月8日  | 未発売         | 未発売         | プロスタジアム                                                                            | 三洋電機                                                                                        | 日本野球機構の許諾を得た野球ゲームで、『3DOマガジン』1995年9月/10月号掲載時点では1995年9月発売予定だった | [ 70 ]               |
| 1995年12月15日 | 1995年10月19日 | 未発売         | ウルフェンシュタイン3D                                                                    | - エレクトロニック・アーツ・ビクター - Interplay Productions                                    | | [ 12 ]               |
| 1995年12月15日 | 未発売         | 未発売         | 飯田譲治ナイトメアインタラクティブ Moon Cradle 異形の花嫁                                 | パック・イン・ビデオ                                                                            | | [ 32 ]               |
| 1995年12月15日 | 未発売         | 未発売         | N.O.B                                                                                     | 三洋電機                                                                                        | 『3DOマガジン』1995年11月/12月号掲載時点では1995年11月に発売予定だった | [ 71 ]               |
| 1995年12月15日 | 未発売         | 未発売         | スーパーリアル麻雀PV                                                                      | セタ                                                                                            | | [ 30 ]               |
| 1995年12月15日 | 未発売         | 未発売         | ものしり自遊学「小倉百人一首編」                                                          | 神鋼ヒューマンクリエイト                                                                        | | [ 32 ]               |
| 1995年12月22日 | 1995年8月15日  | 1995年11月10日 | - 閉ざされた館 - Killing Time                                                             | スタジオ3DO                                                                                     | 『3DOマガジン』1995年9月/10月号掲載時点では「キリングタイム」という題名で1995年11月に発売予定だった | [ 64 ] [ 32 ]        |
| 1995年12月22日 | 未発売         | 未発売         | Auto Barn Tokio                                                                           | Panasonic・サンアイ                                                                             | | [ 32 ]               |
| 1995年12月29日 | 未発売         | 未発売         | プロ野球バーチャルスタジアム                                                              | エレクトロニック・アーツ・ビクター                                                              | | [ 32 ]               |
| 未発売         | 1995年3月1日   | 未発売         | Lost Eden                                                                                 | Virgin Interactive                                                                              | |                      |
| 未発売         | 1995年3月2日   | 1995年         | Zhadnost: The People's Party                                                              | The 3DO Company                                                                                 | |                      |
| 未発売         | 1995年3月24日  | 1995年3月17日  | Rise of the Robots                                                                        | Absolute Entertainment (NA) Mirage (PAL)                                                        | 日本では『ライズ オブ ザ ロボッツ』という題名でマルチソフトから発売される予定であり、『3DOマガジン』1995年5月/6月号掲載時点では1995年5月の発売が予定されていた                                                                                             | [ 44 ]               |
| 未発売         | 1995年4月4日   | 未発売         | Carrier: Fortress at Sea                                                                  | Panasonic                                                                                       | |                      |
| 未発売         | 1995年6月12日  | 1995年         | Wing Commander III: Heart of the Tiger                                                    | Origin Systems                                                                                  | 『3DOマガジン』1995年5月/6月号掲載時点では1995年5月に北米での発売が予定されていた 日本でも『ウィングコマンダーIII』でEAVから発売が予定されていたが、『3DOマガジン』1995年11月/12月号にて発売中止である旨が記された                                         | [ 72 ] [ 73 ]        |
| 未発売         | 1995年6月26日  | 未発売         | Space Pirates                                                                             | American Laser Games                                                                            | |                      |
| 未発売         | 1995年7月15日  | 1995年         | Trip'd                                                                                    | Panasonic                                                                                       | 『宇宙生物フロポン君』の続編 後に『フロポンワールド(仮称)』および『SHORT WARP』にて「宇宙生物フロポン君2」として日本語化したものが収録された |                      |
| 未発売         | 1995年7月17日  | 未発売         | Space Ace                                                                                 | ReadySoft                                                                                       | |                      |
| 未発売         | 1995年7月18日  | 1996年         | Kingdom: The Far Reaches                                                                  | Interplay Productions                                                                           | 中世ヨーロッパを舞台としたアドベンチャーゲームで、アニメーションが用いられていた。 日本では『キングダム』という題名でインタープレイから発売される予定だった                                                                                                | [ 69 ]               |
| 未発売         | 1995年7月21日  | 未発売         | Cowboy Casino                                                                             | IntelliPlay                                                                                     | |                      |
| 未発売         | 1995年7月31日  | 未発売         | Mazer                                                                                     | American Laser Games                                                                            | |                      |
| 未発売         | 1995年8月15日  | 未発売         | Icebreaker                                                                                | Panasonic                                                                                       | |                      |
| 未発売         | 1995年9月8日   | 1995年         | Flying Nightmares                                                                         | Domark Software                                                                                 | 同名作品の移植版 『3DOマガジン』1995年5月/6月号掲載時点では1995年5月に北米での発売が予定されていた | [ 72 ]               |
| 未発売         | 1995年10月16日 | 未発売         | The Last Bounty Hunter                                                                    | American Laser Games                                                                            | 西部開拓時代の賞金稼ぎを主役としたガンシューティングゲームで、『3DOマガジン』1995年9月/10月号掲載時点では1995年9月発売予定だった | [ 74 ]               |
| 未発売         | 1995年10月30日 | 1995年         | Dragon Lore: The Legend Begins                                                            | Mindscape                                                                                       | 日本では『ドラゴン ロア』という題名でマルチソフトから発売される予定であり、『3DOマガジン』1995年5月/6月号掲載時点では発売未定だった | [ 44 ]               |
| 未発売         | 1995年11月     | 1995年         | PGA Tour 96                                                                               | EA Sports                                                                                       | 日本でも『PGA TOUR GOLF '96』として発売される予定だったが、『3DOマガジン』1995年11月/12月号にて発売中止である旨が記された | [ 73 ]               |
| 未発売         | 1995年11月6日  | 1995年         | PO'ed                                                                                     | - Any Channel (NA) - The 3DO Company (PAL)                                                      | 宇宙船のコックの戦いを描いたファーストパーソン・シューティングゲーム 日本ではスタジオ3DOから発売される予定であり、『3DOマガジン』1996年3月/4月号の付録としてデモ版が同梱されていた。                                                                       | [ 75 ] [ 76 ]        |
| 未発売         | 1995年11月10日 | 1995年         | Psychic Detective                                                                         | Electronic Arts                                                                                 | | [ 77 ]               |
| 未発売         | 1995年11月20日 | 1995年         | Advanced Dungeons & Dragons: DeathKeep                                                    | Strategic Simulations, Inc.                                                                     | |                      |
| 未発売         | 1995年11月27日 | 未発売         | Quarterback Attack with Mike Ditka                                                        | Acclaim Distribution                                                                            | |                      |
| 未発売         | 1995年11月30日 | 1995年         | Star Fighter                                                                              | The 3DO Company                                                                                 | 日本では『スターファイター3000』という題名でThe 3DO Companyから発売される予定だった。 | [ 78 ] [ 79 ]        |
| 未発売         | 1995年12月15日 | 1995年         | BC Racers                                                                                 | GoldStar / LG Electronics                                                                       | 『3DOマガジン』1996年1月/2月号掲載時点では韓国でも1995年の年末に発売予定だったとされている | [ 80 ]               |
| 未発売         | 1995年12月15日 | 1995年         | Foes of Ali                                                                               | EA Sports                                                                                       | モハメド・アリを題材としたボクシングゲーム | [ 81 ]               |
| 未発売         | 1995年12月15日 | 1995年         | Primal Rage                                                                               | GoldStar / LG Electronics                                                                       | 同名アーケードゲームの移植版で、『3DOマガジン』1996年1月/2月号掲載時点では韓国でも1995年の年末に発売予定だったとされている | [ 80 ]               |
| 未発売         | 1995年12月15日 | 1996年         | BattleSport                                                                               | The 3DO Company                                                                                 | 日本では『バトルスポーツ』という題名でThe 3DO Companyから発売される予定だった 『3DOマガジン』1995年11月/12月号掲載時点では、米国・欧州どちらも1995年11月に発売予定だった                                                                                   | [ 64 ] [ 82 ]        |
| 未発売         | 1995年12月15日 | 1996年         | Return Fire: Maps O' Death                                                                | - Prolific Publishing (NA) - The 3DO Company (PAL)                                              | 『リターンファイアー』の拡張マップで、プレイするには北米で発売されている3DO対応機器および『Return Fire』が必要である | [ 83 ] [ 16 ]        |
| 未発売         | 1995年12月15日 | 未発売         | Brain Dead 13                                                                             | ReadySoft                                                                                       | |                      |
| 未発売         | 1995年12月31日 | 1996年1月5日   | Shock Wave 2: Beyond the Gate                                                             | - Electronic Arts Studios (NA) - Electronic Arts (PAL)                                          | |                      |
| 未発売         | 1995年         | 1995年         | 3DO Game Guru                                                                             | The 3DO Company                                                                                 | | [ 注釈 6 ]           |
| 未発売         | 1995年         | 1995年         | Digital Dreamware                                                                         | Virgin Interactive                                                                              | 元々はTrance Missionという題名だった | [ 85 ] [ 86 ]        |
| 未発売         | 1995年         | 1995年         | Panzer General                                                                            | - Strategic Simulations, Inc. (NA) - Mindscape (PAL)                                            | | [ 87 ]               |
| 未発売         | 1995年         | 1995年         | Phoenix 3                                                                                 | The 3DO Company                                                                                 | 日本では『フェニックス3』として発売される予定だった | [ 88 ] [ 64 ]        |
| 未発売         | 1995年         | 1995年         | Sex                                                                                       | Vivid Interactive                                                                               | | [ 38 ]               |
| 未発売         | 1995年         | 未発売         | 3DO Action Pak                                                                            | The 3DO Company                                                                                 | |                      |
| 未発売         | 1995年         | 未発売         | 3DO Maniac Pack                                                                           | Interplay Productions                                                                           | |                      |
| 未発売         | 1995年         | 未発売         | Endlessly                                                                                 | Vivid Interactive                                                                               | | [ 38 ]               |
| 未発売         | 1995年         | 未発売         | Gunslinger Collection                                                                     | American Laser Games                                                                            | |                      |
| 未発売         | 1995年         | 未発売         | Love Bites                                                                                | Vivid Interactive                                                                               | | [ 38 ]               |
| 1996年1月1日   | 未発売         | 未発売         | Dの食卓 Director's Cut                                                                    | ワープ                                                                                          | | [ 12 ]               |
| 1996年1月13日  | 未発売         | 未発売         | 闘牌伝アカギ                                                                              | マイクロネット                                                                                  | | [ 32 ]               |
| 1996年1月15日  | 未発売         | 未発売         | SHORT WARP                                                                                | ワープ                                                                                          | ワープが開発した3DO作品・ミニゲームの総集編ソフト(完全新作ミニゲームを1作含む) コンビニ限定で1万本のみ販売 | [ 1 ]                |
| 1996年1月19日  | 未発売         | 未発売         | アイドル麻雀ファイナルロマンス2 HYPER EDITION                                             | アンフィニ・エンタテインメント・テクノロジ                                                      | | [ 30 ]               |
| 1996年1月26日  | 1996年2月12日  | 1994年11月1日  | サイベリア                                                                                | - エレクトロニック・アーツ・ビクター - Interplay Productions                                    | | [ 注釈 7 ] [ 32 ]    |
| 1996年2月16日  | 1996年1月29日  | 1996年         | キャプテンクエーザー                                                                      | スタジオ3DO                                                                                     | | [ 注釈 8 ] [ 91 ]    |
| 1996年2月16日  | 未発売         | 未発売         | えいごでGO!                                                                               | 学習研究社                                                                                      | 英語学習ソフト | -                    |
| 1996年2月23日  | 未発売         | 未発売         | ロイヤルプロレスリング〜実況ライブ!!〜                                                    | ナツメ                                                                                          | 日本・アメリカ・メキシコから合計30人のプロレスラーが登場するプロレスゲームで、『3DOマガジン』1995年9月/10月号掲載時点では1995年12月発売予定だった | [ 92 ] [ 91 ]        |
| 1996年3月1日   | 未発売         | 未発売         | 王国のグランシェフ                                                                        | サラインターナショナル                                                                          | 料理をテーマにしたファンタジーRPG | [ 91 ]               |
| 1996年3月1日   | 未発売         | 未発売         | ときめき麻雀パラダイスSpecial〜恋のテンパイビート〜                                       | ソネット・コンピュータエンタテイメント                                                          | | [ 30 ]               |
| 1996年3月8日   | 未発売         | 未発売         | The Tower                                                                                 | オープンブック                                                                                  | 同名PCゲームの移植版で、『3DOマガジン』1995年9月/10月号掲載時点では1995年12月発売予定だった | [ 64 ] [ 91 ]        |
| 1996年3月22日  | 未発売         | 未発売         | 誕生 〜Debut〜 PURE                                                                       | SharRock                                                                                        | | [ 91 ]               |
| 1996年3月22日  | 未発売         | 未発売         | Vゴールサッカー '96                                                                       | テクモ                                                                                          | | [ 93 ]               |
| 1996年4月26日  | 1996年1月15日  | 1996年         | DOOM                                                                                      | - バショウハウス - Art Data Interactive                                                         | 同名PCゲームの移植版で、『3DOマガジン』1995年11月/12月号掲載時点では1995年12月15日に日本で発売予定だった 『3DOマガジン』1996年3月/4月号では発売中止になった旨が記されたものの、最終的には海外版ROMに新規パッケージ等を追加したものが通信販売限定で売られた | [ 50 ] [ 68 ] [ 94 ] |
| 1996年4月26日  | 未発売         | 未発売         | ブルーフォレスト物語                                                                      | ライトスタッフ                                                                                  | | [ 94 ]               |
| 1996年5月17日  | 未発売         | 1995年         | DEFCON5                                                                                   | - マルチソフト - GoldStar / LG Electronics                                                      | 『3DOマガジン』1995年11月/12月号掲載時点では1996年1月に日本で発売予定だったが、『3DOマガジン1996年5月/6月号』にて1996年5月に変更された | [ 68 ] [ 94 ]        |
| 1996年6月28日  | 未発売         | 未発売         | 井出洋介名人の新実戦麻雀                                                                  | カプコン                                                                                        | 日本における最後の3DO用ソフト | [ 12 ]               |
| 未発売         | 1996年2月22日  | 1995年         | Johnny Bazookatone                                                                        | U.S. Gold                                                                                       | |                      |
| 未発売         | 1996年3月19日  | 未発売         | Creature Shock                                                                            | Virgin Interactive                                                                              | エイリアンとの戦いを描いたアクションシューティングゲームで、『3DOマガジン』1994年11月号掲載時点では、1995年2月に北米で発売予定だった また、日本でも『クリーチャー・ショック』として発売される予定だった                                                    | [ 31 ]               |
| 未発売         | 1996年4月4日   | 未発売         | Robinson's Requiem                                                                        | ReadySoft                                                                                       | |                      |
| 未発売         | 1996年4月12日  | 未発売         | Olympic Soccer                                                                            | Eidos Interactive, Panasonic, U.S. Gold                                                         | | [ 注釈 9 ]           |
| 未発売         | 1996年4月15日  | 未発売         | Cyberdillo                                                                                | Panasonic                                                                                       | |                      |
| 未発売         | 1996年5月15日  | 1996年         | Snow Job                                                                                  | The 3DO Company                                                                                 | 『3DOマガジン』1996年1月/2月号掲載時点ではアメリカ・ヨーロッパともに、1996年の2月に発売される予定だった | [ 80 ]               |
| 未発売         | 1996年6月      | 未発売         | Olympic Summer Games                                                                      | Eidos Interactive, Panasonic, U.S. Gold                                                         | | [ 注釈 10 ]          |
| 未発売         | 1996年9月15日  | 未発売         | Casper                                                                                    | Interplay Productions                                                                           | 同名映画のゲーム化で、日本でもインタープレイから『キャスパー』という題名で発売される予定だった | [ 69 ]               |
| 未発売         | 1996年         | 未発売         | The Perfect General                                                                       | Kirin Entertainment                                                                             | 同名PCゲームの移植版 『3DOマガジン』1995年5月/6月号掲載時点では1995年5月に北米での発売が予定されていた | [ 96 ]               |
| 未発売         | 未発売         | 未発売         | Armageddon                                                                                | GoldStar / LG Electronics                                                                       | 疑似3Dシューティングゲーム 韓国で1996年に発売 | [ 97 ]               |
| 未発売         | 未発売         | 未発売         | Battle Blues                                                                              | GoldStar / LG Electronics                                                                       | シミュレーションRPG 韓国で1996年に発売 | [ 97 ]               |
| 未発売         | 未発売         | 未発売         | The Eye of Typhoon 극초호권                                                               | GoldStar / LG Electronics                                                                       | 韓国で1996年に発売された対戦格闘ゲーム | [ 19 ]               |
| 未発売         | 未発売         | 未発売         | Firewall: Man vs. Machine                                                                 | GoldStar / LG Electronics                                                                       | アメリカの Visionary Mediaとの共同開発 『3DOマガジン』1996年3月/4月号掲載時点では時期未定ながらも米国と欧州のそれぞれで発売予定だったことが記されている 韓国で1996年に発売 北米ではPC版のみ発売                                                            | [ 97 ] [ 98 ]        |

## 非売品
| 配布日 | 配布日        | 配布日 | タイトル                  | 配布元            | 備考                                  | 脚注 |
| 日本   | 北米          | 欧州   | タイトル                  | 配布元            | 備考                                  | 脚注 |
| ------ | ------------- | ------ | ------------------------- | ----------------- | ------------------------------------- | ---- |
| 1994年 | 未発売        | 未発売 | ヒッチコックに挑戦        | Panasonic         |                                       |      |
| 1995年 | 未発売        | 未発売 | バッテリーナビ            | 古川電池          |                                       |      |
| 未発売 | 1994年        | 未発売 | 3DO Interactive Sampler   | The 3DO Company   | デモ集                                |      |
| 未発売 | 1994年        | 未発売 | 3DO Interactive Sampler 2 | The 3DO Company   | デモ集                                |      |
| 未発売 | 1994年        | 未発売 | Sample This!              | Crystal Dynamics  | デモ集                                |      |
| 未発売 | 1994年        | 未発売 | Virtual Vivid Sampler     | Vivid Interactive | Vivid Interactive作品を収録したデモ集 |      |
| 未発売 | 1995年4月27日 | 未発売 | 3DO Buffet                | The 3DO Company   | デモ集                                |      |
| 未発売 | 1995年        | 未発売 | 3DO Interactive Sampler 3 | The 3DO Company   | デモ集                                |      |
| 未発売 | 1995年        | 未発売 | 3DO Interactive Sampler 4 | The 3DO Company   | デモ集                                |      |

## 発売されなかったタイトル
| 作品名                                           | 発売元                              | 備考 |
| ------------------------------------------------ | ----------------------------------- | --- |
| クレーファイターII                               | インタープレイ                      | 『3DOマガジン1996年5月/6月号』にて発売中止である旨が記された。 |
| バーチャルプール                                 | インタープレイ                      | 『3DOマガジン』1995年9月/10月号掲載時点では発売未定だったが、『3DOマガジン1996年5月/6月号』にて発売中止である旨が記された。 |
| WATER WORLD                                      | インタープレイ                      | 同名映画のゲーム化。 |
| 定石大辞典                                       | エマテック                          | 『3DOマガジン』1996年3月/4月号掲載時点では発売未定だった。 |
| 平田昭吾インタクティブ絵本「あかずきん」         | エルコム                            | 『3DOマガジン』1995年5月/6月号掲載時点では発売未定だったが、『3DOマガジン1996年5月/6月号』にて発売中止である旨が記された。 |
| 平田昭吾インタクティブ絵本「イソップ物語Vol.2」  | エルコム                            | 『3DOマガジン』1995年5月/6月号掲載時点では発売未定だったが、『3DOマガジン1996年5月/6月号』にて発売中止である旨が記された。 |
| 平田昭吾インタクティブ絵本「おやゆびひめ」       | エルコム                            | 『3DOマガジン』1995年5月/6月号掲載時点では発売未定だったが、『3DOマガジン1996年5月/6月号』にて発売中止である旨が記された。 |
| 平田昭吾インタクティブ絵本「ねむりひめ」         | エルコム                            | 『3DOマガジン』1995年5月/6月号掲載時点では発売未定だったが、『3DOマガジン1996年5月/6月号』にて発売中止である旨が記された。 |
| 平田昭吾インタクティブ絵本「ピーターパン」       | エルコム                            | 『3DOマガジン』1995年5月/6月号掲載時点では発売未定だったが、『3DOマガジン1996年5月/6月号』にて発売中止である旨が記された。 |
| 平田昭吾インタクティブ絵本「ピノキオ」           | エルコム                            | 『3DOマガジン』1995年5月/6月号掲載時点では発売未定だったが、『3DOマガジン1996年5月/6月号』にて発売中止である旨が記された。 |
| 平田昭吾インタクティブ絵本「みにくいあひるのこ」 | エルコム                            | 『3DOマガジン』1995年5月/6月号掲載時点では発売未定だったが、『3DOマガジン1996年5月/6月号』にて発売中止である旨が記された。 |
| ダイナノーツ ダイナは宇宙飛行士                  | エレクトロニクス・アーツ・ビクター  | 『3DOマガジン』1995年9月/10月号掲載時点では1995年10月発売予定だった。 『3DOマガジン』1996年1月/2月号にて発売中止である旨が記された。 |
| ON-SITE                                          | イマジニア                          | 『3DOマガジン』1996年1月/2月号にて発売中止である旨が記された |
| ナオコとヒデ坊 算数の天才3                       | 学漫                                | 『3DOマガジン』1995年5月/6月号掲載時点では発売未定だった |
| ナオコとヒデ坊 漢字の天才2                       | 学漫                                | 『3DOマガジン』1995年5月/6月号掲載時点では発売未定だった |
| ナオコとヒデ坊 漢字の天才3                       | 学漫                                | 『3DOマガジン』1995年5月/6月号掲載時点では発売未定だった |
| ナオコとヒデ坊 国語の天才3                       | 学漫                                | |
| ストリートファイターII ムービー                  | カプコン                            | 同名アニメ映画をインタラクティブムービー化した作品で、育成ゲームやデータベースソフトとしての要素もある。 『3DOマガジン』1995年9月/10月号掲載時点では1995年9月発売予定だった。 『3DOマガジン』1996年3月/4月号にて発売中止である旨が記された。                         |
| ロックマンX3                                     | カプコン                            | 同名スーパーファミコン用ソフトの移植版。 『3DOマガジン』1996年5月/6月号掲載時点では発売未定であり、PlayStation版の写真が参考として掲載されていた。 |
| キッズTV                                         | The 3DO Company                     | 子どもたちが落ちぶれたテレビ局を買収し、国語や算数などの問題を解く番組を作るという設定のゲームで、『3DOマガジン』1995年9月/10月号掲載時点では発売未定だった。 |
| 即戦力の定石                                     | G・A・M                             | 『3DOマガジン』1995年9月/10月号掲載時点では発売未定だった |
| 碁仙人                                           | Jウイング                           | 『3DOマガジン』1996年1月/2月号掲載時点では発売未定だった |
| 駿才                                             | ナグサット                          | |
| テレビのツボ 迷プロデューサー伝説                | 日本アソビプランズ                  | テレビ番組『テレビのツボ』を原作とするアドベンチャーゲームで、『3DOマガジン』1995年9月/10月号掲載時点では1995年10月20日に発売予定だった。 『3DOマガジン』1996年3月/4月号掲載時点では発売未定だったが、『3DOマガジン1996年5月/6月号』にて発売中止である旨が記された。 |
| ハウスキーパー                                   | ハミングバード                      | 『3DOマガジン』1995年9月/10月号掲載時点では発売未定だった |
| リターン・トゥ・ゾーク                           | バンダイビジュアル                  | 同名PCゲームの移植版で、『3DOマガジン』1996年3月/4月号掲載時点では1996年4月に発売される予定だった。 FX、PS、SS版は発売 |
| ノンタンといっしょ～あっち こっち ゴー!!～       | ビクターエンタテインメント          | |
| ノンタンといっしょ～タイムマシンにおねがい～     | ビクターエンタテインメント          | |
| ザ・オーディション スペシャル                    | レインボー・ジャパン                | 『3DOマガジン』1995年5月/6月号掲載時点では発売未定だったが、『3DOマガジン1996年5月/6月号』にて発売中止である旨が記された。 |
| 横町4丁目おばけ屋敷                              | ワープ                              | 『3DOマガジン』1995年5月/6月号掲載時点では1995年7月に日本で発売される予定だった |
| Dの食卓2                                         | ワープ                              | 『3DOマガジン』1995年11月/12月号掲載時点では発売未定だった。 |
| Disruptor                                        | Universal Interactive Studios       | PlayStationへ移行 |
| B.I.O.S. Fear                                    | 3DO                                 | ファーストパーソン・シューティングゲームとして発売される予定だったが、開発中にグラフィックデータの量が3DOの処理能力を超えたことが判明し、お蔵入りとなった。 |
| ロスト・イン・タイム                             | ズーム リパブリック                 | 同名PCゲームの移植版で、『3DOマガジン』1995年5月/6月号掲載時点では1995年6月に日本での発売が予定されていた。 |
| ボディコンディジタルレイブ Part2                 | トランスペガサスリミテッド          | 『3DOマガジン』1995年5月/6月号掲載時点では発売未定だったが、『3DOマガジン』1996年5月/6月号にて発売中止である旨が記された。 |
| Chess Wars : A Medieval Fantasy                  | Art Data Intaractive                | チェスを題材としたアドベンチャーゲームで、それぞれの駒を実際の俳優が演じていた。『3DOマガジン』1995年9月/10月号掲載時点では1995年秋に北米で発売予定だったほか、同誌では暴力的な場面からPG-13相当のレイティングが割り振られると推測していた                           |
| Dinoblaze                                        | Virgin Interactive                  | 『3DOマガジン』1995年9月/10月号にて発売中止である旨が記された |
| Fire&Ice                                         |                                     | 『3DOマガジン』1995年9月/10月号にて発売中止である旨が記された |
| Rayman                                           | Ubisoft                             | 『3DOマガジン』1995年11月/12月号にて発売中止である旨が記された |
| レインドロップス                                 | エレクトロニック・アーツ            | 『3DOマガジン』1995年11月/12月号にて発売中止である旨が記された |
| 3Dアトラス                                       | エレクトロニック・アーツ            | 『3DOマガジン』1995年11月/12月号にて発売中止である旨が記された |
| Fast Draw Showdown                               | American Laser Games                | 『3DOマガジン』1995年11月/12月号にて発売中止である旨が記された |
| HAKONE TOWER                                     | 東芝EMI                             | パーティーゲーム集であり、ロンパールーム・シスターズがゲストとして登場するほか、シリーズ化の予定もされていた。 『3DOマガジン』1994年11月号掲載時点では、1994年12月上旬発売予定だった。 『3DOマガジン』1995年9月/10月号にて発売中止である旨が記された                 |
| クロックワークス                                 | 徳間書店                            | アレクセイ・パジトノフによる時計をモチーフとしたパズルゲームで、『3DOマガジン』1996年3月/4月号掲載時点では1996年6月に発売される予定だったが、『3DOマガジン1996年5月/6月号』では1996年7月に変更されている。                                                           |
| The 11th Hour                                    |                                     | 『7th Guest』の続編で、『3DOマガジン』1994年11月号掲載時点では、1995年2月に北米で発売予定だった |
| Frankenstein:Through the eyes of the monster     | INTERPLAY                           | 『フランケンシュタイン』を題材とした実写アドベンチャーゲームで、フランケンシュタイン博士役はティム・カリーが演じる。 『3DOマガジン』1996年1月/2月号掲載時点ではアメリカにて1996年2月に発売される予定だった。                                                         |
| Star Trek : The Next Generation                  | Spectrum Holobyte                   | 『3DOマガジン』1996年1月/2月号にて発売中止である旨が記された |
| Ultimate Mortal Kombat III                       | Panasonic Intaractive Media Company | 当初は1996年4月に北米での発売が予定されていたが、『3DOマガジン』1996年5月/6月号にて8月に延期された旨が記された。また、北米のゲーム専門誌『GamePro』84号（1996年7月号発売）掲載時点においては1996年9月に発売が予定されていた一方、完成度は10%だった。                 |
| Rock Rap'N Roll 2                                |                                     | 『3DOマガジン』1994年11月号にて発売中止である旨が記された |
| The Humans                                       |                                     | 『3DOマガジン』1994年11月号にて発売中止である旨が記された |